# Muhamed Hadžijahić
Muhamed Hadžijahić (6. února 1918 Sarajevo, Bosna a Hercegovina – 21. června 1986 Sarajevo, Socialistická federativní republika Jugoslávie) byl bosenskohercegovský a chorvatský úředník, právník a historik bosňáckého původu. Společně s Atifem Purivatrou a politikem Hamdijou Pozdercem byl významnou postavou nacionální emancipace bosňáckého (tehdy muslimského) národa v socialistické Jugoslávii.

## Životopis
Narodil se do sarajevské rodiny Hadžijahićů s tradicí islámské vzdělanosti. Jeho dědečkem byl duchovní Muhammed Emin Hadžijahić (1837–1892) a otcem duchovní Džemal/Džemaluddin Hadžijahić (1891–1955), pedagogové v sarajevské medrese Kuršumlija.
Základní školu a gymnázium dokončil v Sarajevu. Nato dokončil studium práv na Právnické fakultě Univerzity v Záhřebu (1937–1942). Od svých šestnácti let přispíval do muslimských periodik, mj. časopisů Novi behar, el-Hidaje, za druhé světové války publikoval i v chorvatských listech Hrvatski dnevnik, Hrvatsko kolo, Osvit (sarajevské vydání), Spremnost aj. Angažoval se též v muslimském podpůrném spolku Narodna uzdanica. Krátce po německé invazi do Jugoslávie v dubnu 1941 získal úřednické místo v Sarajevu, nato v Banja Luce a nakonec v Záhřebu (zde pracoval ve Státním úřadu pro propagandu), a to díky své inklinaci k chorvatské národní myšlence. Od léta 1941 byl přitom ilegálním spolupracovníkem komunistických partyzánů, kteří bojovali jak proti fašistickému režimu chorvatských ustašovců a srbských nacionalistů (četniků), tak proti německé a italské okupační moci. V této době přehodnocuje své národní smýšlení a intenzivně studuje minulost bosenských muslimů, zejména pak aby dokázal jejich historickou a kulturní svébytnost.
Po válce pracoval v Předsednictvu Vlády Lidové republiky Chorvatsko (do roku 1949), nato působil jako právník v Generálním ředitelství uhlí v Záhřebu, poté byl referentem v uhelném dole v istrijské obci Raša. Od roku 1951 působil u okresního (chotárského) soudu v Bosně a Hercegovině a Státním sekretariátu (ministerstvu) pro osudní správu Lidové republiky Bosny a Hercegoviny v Sarajevu, následně i jako soudce v řadě měst po celé zemi. Od roku 1964 pracoval jako právník na různých vysokých školách a vládních institucích. Od roku 1967 pracoval v průmyslovém podniku Tito v sarajevské čtvrti Vogošća, pak v Městském památkovém ústavu (Gradski zavod za zaštitu i uređenje spomenika kulture). Jistý čas byl zaměstnán v Akademii věd a umění Bosny a Hercegoviny (1968–1978). Roku 1971 předsedal správní radě Gazi Husrev-begovy knihovny v Sarajevu.
Hadžijahić byl autorem více než sta odborných článků. Tematicky se zabýval novějšími dějinami Bosny a Hercegoviny (18. a 19. století), ale též středověkem (9. a 10. století). Od roku 1976 byl vědeckým radou, tj. profesorem při Akademii věd a umění Bosny a Hercegoviny.
Od 60. let byl zastáncem národní emancipace muslimského (dnes bosňáckého) národa, byť sám byl dlouho propagoval chorvatskou nacionální myšlenku mezi muslimy v Bosně. V 70. letech se podílel na výzkumu bosňácké hisotrie (výzkumné projekty: Predislamski elementi u kulturi bosanskih Muslimana / Předislámské motivy v kultuře bosenských Muslimů, Etnogeneza bosanskih Muslimana / Etnogeneze bosenských Muslimů, Orijentalno-islamski utjecaji na bosanske Muslimane i druge jugoslovenske narode / Orientálně-islámské vlivy na bosenské Muslimy a další jugoslávské národy), která měly podpořit úřední uznání muslimského národa v Jugoslávii.

## Dílo

### Historické studie a publicistické práce
- Sarajevske džamije u narodnoj predaji (Sarajevské mešity v lidévé tradici, Zagreb 1936), separát z periodika Zbornik za narodni život i običaje Južnih Slavena
- Hrvatska muslimanska književnost prije 1878. godine (Chorvatská muslimská literatura před rokem 1878, Sarajevo 1938)
- Gradačac i okolina: nacrt za monografiju (Gradačac a okolí: příspěvky k monografii, Gradačac 1960, společně s Teufikem Imamovićem)
- Neki problemi bosanske privredne historije predkapitalističkog perioda (Vybrané otázky bosenských hospodářských dějin předkapitalistického období, Sarajevo 1965), separát
- Neki tipovi povlaštenih gradova u turskom feudalizmu (Některé typy privilegovaných měst v tureckém feudalismu, Beograd 1974), separát
- ABC Muslimana (ABC Muslimů, Sarajevo 1990, společně s Atifem Purivatrou)
- Od tradicije do identiteta: geneza nacionalnog pitanja bosanskih Muslimana (Od tradice k identitě: geneze národnostní otázky bosenských Muslimů, Sarajevo 1974, Zagrev 1990)
- Islam i muslimani u Bosni i Hercegovini (Islám a muslimové v Bosně a Hercegovině, Sarajevo 1977 a 1991, výbor textů více autorů: mj. Mahmud Traljić a Nijaz Šukrić)
- Posebnost Bosne i Hercegovine i stradanja Muslimana: Rukopis dostavljen savezničkim snagama 1944. (Specifika Bosny a Hercegoviny a útrapy Muslimů: rukopis předaný Spojencům v roce 1944, Sarajevo 1991)
- Bošnjaci i islam (Bosňáci a islám, Sarajevo 1998), výbor textů
- Povijest Bosne u IX i X stoljeću (Dějiny Bosny v 9. a 10. století, Sarajevo 2004)